# Dešná (Jindřichův Hradec-i járás)
Dešná település Csehországban, a Jindřichův Hradec-i járásban. Dešná Uherčice, Županovice, Staré Hobzí, Písečné, Lubnice, Vratěnín, Bačkovice, Lovčovice, Menhartice, Jemnice, Pálovice és Raabs an der Thaya településekkel határos. Lakosainak száma 593 fő (2024. január 1.).

## Népesség
A település lakosságának változását az alábbi diagram mutatja:
| Lakosok száma | 1423 | 1423 | 1557 | 1140 | 894  | 705  | 609  | 610  | 595  | 593  |
|               | 1869 | 1890 | 1921 | 1950 | 1980 | 2001 | 2017 | 2019 | 2022 | 2024 |